# Anne Jacobs
Anne Jacobs   (Hannover, 1950) és una escriptora alemanya.
Va néixer en la Baixa Saxònia, va viure a Hannover durant 15 anys i posteriorment es va traslladar amb la seva família a Idstein. Inicialment va estudiar música, rus i francès i es va dedicar durant un temps a la docència com a professora d'educació secundària.
Més tard va emprendre una carrera literària com a novel·lista. Ha publicat algunes novel·les amb gran èxit de vendes, com "La villa de las telas" (Die Tuchvilla) ambientada en els primers anys del segle xx, i la trilogia de "La mansión" (Die Gutshaus).

## Obres
Ha publicat al voltant de vint novel·les, algunes d'elles amb pseudònim. Les seves obres més conegudes són:
- Trilogia La villa de las telas (Die Tuchvilla):
  - La villa de las telas (Plaza & Janés, 2014). Narra la història de la família Melzer, alemanya pertanyent a la burgesia i propietària d'una fàbrica tèxtil. L'acció es desenvolupa a principis del segle xx. (Die Tuchvilla)
  - Las hijas de la villa de las telas (Plaza & Janés, 2015). (Die Töchter der Tuchvilla)
  - El legado de la villa de las telas (Plaza & Janés, 2019). (Das Erbe der Tuchvilla)
  - Pendent de traducció i publicació (Rückkehr in die Tuchvilla)
- Trilogia La mansión (Die Gutshaus):
  - Tiempos gloriosos (Plaza & Janés, 2020) (Das Gutshaus. Glanzvolle Zeiten)
  - Tiempos de tormenta (Plaza & Janés, 2020) (Das Gutshaus. Stürmische Zeiten)
  - Tiempos de resurgir (Plaza & Janés, 2021) (Das Gutshaus. Zeit des Aufbruchs)

### Amb pseudònim
- Leah Bach
  - Insel der tausend Sterne (2014)
- Hilke Müller
  - Die Braut donis Kreuzfahrers (2013)
- Megan MacFadden
  - Gesang der Dämmerung (2013)
- Catherine du Parc
  - Die Liebe donis Kosaken ("El amor del cosaco") (2009)
- Patricia Amber
  - Kosakensklavin, (2007)
- Nora Brahms
  - Hexen, Heuchler, Herzensbrecher (1999)